# 天主教彼得伯勒教區
天主教彼得伯勒教區（拉丁語：Diocesi Peterboroughensis）是加拿大一個羅馬天主教教區，屬金斯頓總教區。1874年2月3日設北加拿大宗座代牧區，1882年7月11日升為教區。
教區範圍位於安大略湖和喬治亞灣之間的土地。2004年有教友99,785人、四十一個堂區、九十名司鐸。現任教區主教為尼古拉·德安吉利斯。